# Philippe Simiot
Pour les articles homonymes, voir Simiot (homonymie).
Philippe Simiot, de son vrai nom Philippe Simionesco, a pris le métier d'écrivain à la mort de son père Bernard Simiot, afin de poursuivre son œuvre et compléter ainsi la saga des Carbec.

## Série des Carbec
De (« Ces messieurs de Saint-Malo »).
- Carbec, mon empereur (Albin Michel, 1999), ouvrage commencé par son père, 454 pages.  (ISBN 2-226-10801-7)
- Carbec l’Américain (Albin Michel, 2002).

## Autres romans historiques
- Le Banquier et le Perroquet (Albin Michel, 2006[1])
- Une partie de zanzibar (Albin Michel, 2010).